# Kiểm duyệt ở Việt Nam
Kiểm duyệt ở Việt Nam rất phổ biến và được thực hiện bởi Đảng Cộng sản Việt Nam với mọi loại phuơng tiện truyền thông – báo chí, văn học, tác phẩm nghệ thuật, âm nhạc, truyền hình và Internet. Chính phủ kiểm duyệt nội dung chủ yếu vì lý do chính trị, chẳng hạn như hạn chế các quan điểm chính trị đối lập và những sự kiện bất lợi cho Đảng. Trong bảng xếp hạng chỉ số tự do báo chí năm 2021, tổ chức phóng viên không biên giới xếp Việt Nam ở vị trí thứ 174 trên 180 quốc gia, một trong những quốc gia thấp nhất thế giới và là thứ hạng tệ nhất trên thang điểm 5 của họ. Tuơng tự, báo cáo tự do trên mạng năm 2021 của Freedom House xếp Việt Nam là "không tự do"  trên Internet, với những trở ngại đáng kể trong việc truy cập, hạn chế nội dung và vi phạm đáng kể quyền lợi của người dùng.
Đảng Cộng sản Việt Nam xếp Hiến pháp Việt Nam vào loại luật "cơ bản và tối cao" của đất nước. Một số quyền dân sự và chính trị được ghi nhận trong đó theo luật định, chẳng hạn như điều 25, quy định rằng: "Công dân có quyền tự do ngôn luận, tự do báo chí, tiếp cận thông tin, hội họp, lập hội, biểu tình. Việc thực hiện các quyền này do pháp luật quy định." Mặc dù Hiến pháp công nhận rõ ràng về mặt pháp lý các quyền tự do như vậy, việc thực hiện các quyền tự do này trên thực tế bị hạn chế đáng kể ở nhiều lĩnh vực và phần lớn bị bỏ qua với việc thường xuyên bỏ tù các cá nhân "phê phán nhà nước".
Một số chủ đề, đặc biệt liên quan đến những người bất đồng chính kiến, tính hợp pháp của chính phủ Việt Nam, cách Đảng tiến hành mối quan hệ song phương với các quốc gia khác, nạn tham nhũng của các nhà lãnh đạo cấp cao, cũng như thảo luận về các vấn đề nhân quyền được coi là chủ đề bị cấm và bị chính phủ Việt Nam kiểm duyệt theo nhiều cách khác nhau, bao gồm việc sử dụng các biện pháp đe dọa về thể xác, bỏ tù không qua xét xử, phá hủy tài liệu và kiểm duyệt Internet. Chính phủ Việt Nam cũng sử dụng các tuyên truyền viên để chống lại bất kỳ sự bất đồng nào với lập trường của mình cũng như tham gia vào chủ nghĩa xét lại lịch sử.

## Thời Pháp thuộc
Dưới thời thực dân Pháp, báo chí bắt đầu xuất hiện ở Việt Nam và vì thực dân Pháp thực thi chính sách ngu dân nên cũng áp dụng chế độ kiểm duyệt báo chí, nhất là với báo chí tiếng Việt.
Ở Nam Kỳ nơi công luận cởi mở nhất thì báo chí bị chi phối bởi luật báo chí của chính quốc Pháp thông qua ngày 29 Tháng Bảy, 1881. Luật này cho phép ngành ấn loát tương đối nhiều tự do nhưng sau lại bị bãi bỏ khi chiến tranh giữa triều đình Huế và Pháp nổ ra ở Bắc Kỳ. Ngày 30 Tháng Chạp năm 1898 thì bộ luật cũ lại được ban hành nhưng tự do báo chí chỉ áp dụng với ấn phẩm tiếng Pháp còn tiếng Việt thì bị liệt vào hạng "ngoại ngữ" nên không có quyền ra báo tự do. Báo in bằng chữ Nho cũng cùng một số mệnh. Trong những điều hạn chế gồm cấm báo chí lưu hành ra ngoài xứ Nam Kỳ. Tuy nhiên tư nhân vẫn lén lút đưa được nhiều ấn phẩm ra Trung và Bắc.
Tuy quyền ra báo có phần khác nhau nhưng dù in bằng ngôn ngữ nào đi nữa thì chính quyền vạch ra những đề tài chính trị cấm kỵ: kích động dân địa phương nổi loạn hay phỉ báng nhà nước Bảo hộ.
Đối với Bắc và Trung Kỳ thì luật kiểm duyệt rất chặt chẽ để trấn áp.

### Thể lệ viết báo
Thủ tục ra báo tiếng Việt bắt đầu với đơn nộp ở Phủ Toàn quyền. Có được giấy phép rồi, tòa báo phải theo đúng quy định là tránh đề tài cấm kỵ — chính trị. Về phần trình bày thì tòa báo phải nộp cho Sở Kiểm duyệt một bản dịch ra tiếng Pháp 48 giờ đồng hồ trước khi báo lên khuôn. Lệ này được áp dụng từ năm 1908 cho các báo chí "ngoại ngữ", trước tiên ở Nam Kỳ, sau ngoài Trung và Bắc cũng y theo.
Ngoài việc phải làm hài lòng chính quyền Bảo hộ, báo chí thời đó còn phải tránh không có nội dung chỉ trích hay bất kính với giới sĩ lại và triều đình Huế vì sẽ bị ghép vào tội "phạm thượng" (lèse majeste). Vì vậy một tờ báo được phép lưu hành ở Nam Kỳ vẫn có thể bị cấm ở ngoài Trung hoặc Bắc Kỳ vì hai xứ này, ít ra trên danh nghĩa vẫn thuộc hoàng triều Nhà Nguyễn. Trường hợp báo Trung lập năm 1933 vì dám đăng một bài báo gọi vua Bảo Đại là "thằng Trời" liền có lệnh đình bản. Tờ Ngọ báo và Phong hóa năm 1936 cũng bị kỷ luật khi đăng bài châm biếm nạn tham quan.

### Sách in
Kiểm duyệt trước khi in được áp dụng cho báo chí nhưng sách vở thì lại miễn không phải nộp bản thảo. Tuy nhiên sách in ra rồi vẫn có thể bị tịch thu sau khi in. Nhiều tác giả người Việt đã lợi dụng điểm này để ra sách rồi mong bán nhanh cho hết sách trước khi bị nhà chức trách thu hồi.

### Cấm tư tưởng dân tộc, canh tân
Vào thập niên 1920, các ấn phẩm nào có nội dung kêu gọi người dân "thức tỉnh" hoặc "rửa nhục" đều có thể bị ghép vào tội vi phạm đề tài cấm kỵ của Sở Kiểm duyệt. Một bài báo trên tờ Đông Pháp Thời báo đặt nghi vấn về việc đi dự lễ Bastille, tức ngày Quốc khánh Pháp liền bị Sở kiểm duyệt bắt lỗi. Cuốn Trung Quốc hồn chữ Hán nhắc đến việc canh tân ở Trung Hoa cũng bị cấm.
Năm 1927 trong khi ở chính quốc Pháp đã bãi bỏ lệ kiểm duyệt thì Toàn quyền Alexandre Varenne lại ban sắc lệnh khẳng định thể lệ kiểm duyệt với báo chí Quốc ngữ ở Đông Dương.
Năm 1936 khi Mặt trận Bình dân (Front Populaire) đắc cử ở Pháp thì chính sách tiến bộ của Paris cũng nới lỏng kiểm soát ngành báo chí ở Đông Dương, nhất là với các nhóm khuynh tả và cộng sản. Nhưng đến năm 1939 khi mầm mống Đệ Nhị Thế Chiến đang nhen nhúm thì Mặt trận Bình dân rạn vỡ. Chế độ kiểm duyệt ở Pháp được khôi phục và áp dụng kỹ lưỡng, bỏ từng câu, từng chữ nếu không phải là cả đoạn văn hay nguyên bài viết nếu nhân viên kiểm duyệt cho là khơi dậy tư tưởng đe dọa chính quyền thuộc địa.
"Chế độ kiểm duyệt của thực dân Pháp rất khắc nghiệt. Quãng 20 giờ, người tùy phái của các báo hằng ngày đã phải mang những bài đập thử trên giấy của số báo hôm sau tới phòng kiểm duyệt Phủ Thống sứ (ở phố Đinh Lễ bây giờ) ngồi chờ mấy ông công chức đọc, thấy chỗ nào động chạm hoặc ảnh hưởng tới "mẫu quốc" thì lấy bút chì xanh gạch chéo và ghi "kiểm duyệt bỏ". Cũng tùy mấy ông có quyền: có khi bỏ cả bài, có khi bỏ vài đoạn hoặc một đoạn, có khi ba, bốn câu thơ. Thế cũng đủ phá vỡ cả một bài, nhất là thơ, làm xấu cả trang báo đã mất công trình bày. Quãng 22 giờ, người tùy phái đem những bài đập thử về, phóng viên trực đêm bảo bác cai nhà chữ, bóc những đoạn bài đó đi và đặt vào đấy dòng chữ "kiểm duyệt bỏ" to tướng. Về sau, thấy số báo nào cũng có những mảng bỏ trắng, gây xôn xao dư luận, tên chủ sự Cu-xô, người Pháp lai, trước là chánh mật thám, nói sõi tiếng Việt, bắt các báo phải dồn bài lại, thay bằng bài khác dự trữ trước cho kín trang. Các báo lúc đầu còn nghe hắn, sau "chơi lại", cứ để nguyên những mảng trắng cho biết tay. Và số đông những người làm báo thời xưa vẫn đặt hết tâm hồn mình vào những bài bênh vực giới cần lao, hoặc lên tiếng chỉ trích nhà chức trách về quốc kế dân sinh, dưới nhiều thể loại sinh động"

## Chiến tranh thế giới thứ hai
Vào thời Chiến tranh thế giới thứ hai, Đông Dương bị Nhật chiếm đóng, báo chí bị theo dõi và kiểm duyệt có phần chặt chẽ hơn thời Pháp. Một số nhà báo bị hiến binh Nhật bắt giam. Tuy nhiên tin tức vẫn được phát tán như trường hợp báo Tin Mới do bác sĩ Nguyễn Tấn Gi Trọng làm chủ nhiệm đã đăng công khai bức thư của Nguyễn Ái Quốc gửi quốc dân đồng bào. Số báo ra ngày 18 tháng 8 đăng Lời hiệu triệu của Tổng bộ Việt Minh với hàng tít lớn ở trang nhất và số lượng phát hành tăng gấp đôi (40.000 tờ) để phân phát về các tỉnh..
Sang năm 1946 khi Pháp tái chiếm Đông Dương, Phòng Kiểm duyệt báo chí đặt ở trụ sở ở Hội Khai Trí Tiến Đức (gần khách sạn Phú Gia). Luật báo chí được thi hành thiên vị với chính quyền như vụ kiện đầu năm 1950. Trong vụ đó tuần báo trào phúng Gió Lốc ở 191 phố Huế, do nhà báo Trương Uyên viết bài xúc phạm đến hoàng thân Bửu Lộc. Bộ Thông tin Bắc Việt kiện vụ này ra tòa và Trương Uyên phải tù án treo 3 tháng cùng bồi thường danh dự "1 đồng bạc phạt." Ba ngày sau, tuần báo Gió Lốc phải đóng cửa..

## Việt Nam Cộng hòa
Thời Chính quyền Việt Nam Cộng hòa, chế độ kiểm duyệt có lúc được thực thi, có lúc không.
Vào thời Đệ Nhất Cộng hòa hai vấn đề chi phối việc hạn chế báo chí là "phạm thuần phong mỹ tục" và "an ninh công cộng". Chính phủ có bốn cách kiểm soát báo chí:
1. Hạn chế giấy khiến tòa báo không thể ra báo
2. Rút quyền phân phối
3. Ra bản tin khuyến cáo
4. Duyệt xét văn bản sau khi in để thu hồi.

Trong hai năm đầu, 1955 và 1956 không có sự kiện gì liên quan đến báo chí nhưng năm 1956 báo Tự do do Như Phong Lê Văn Tiến chủ nhiệm bị kiện vì đăng tranh hý họa châm biếm của Phạm Thăng và bài xã luận của Nguyễn Hoạt chỉ trích bà Ngô Đình Nhu. Khi ra tòa xét xử Phạm Thăng được thả nhưng Nguyễn Hoạt bị án giam ba tháng. Báo Tự do phải đóng cửa. Từ đó giới báo chí trở nên e dè về việc đưa tin. Tuy nhiên có báo như Thời luận của Nghiêm Xuân Thiện vẫn công khai chỉ trích chính phủ. Nhiều bài báo đăng là của Trần Văn Tuyên, chủ tịch Việt Nam Quốc dân Đảng dưới bút hiệu Chính Nghĩa hoặc XYZ. Báo Thời luận hoạt động đến 1958 thì phải đình bản. Nghiêm Xuân Thiện bị kêu án vu khống và lãnh 10 tháng tù.
Ngoài việc kiểm duyệt của chính quyền, báo chí và văn nghệ sĩ tại Việt Nam thời đó cũng bị chi phối bởi những lực lượng chính trị muốn tác nhân phải im tiếng. Nguyễn Bá Trác bị Việt Minh xử tử năm 1945. Phan Văn Hùm bị giết năm 1946.

## Việt Nam Dân chủ Cộng hòa
Tại miền Bắc trước 1975 và cả nước Việt Nam từ 1975 đến nay, trong các luật liên quan đến báo chí không bao giờ chính thức chấp thuận có sự kiểm duyệt báo chí, song trên thực tế, báo chí đã bị kiểm soát từ đầu bằng các luật khắt khe và lãnh đạo cũng như nhân viên báo phải tự kiểm duyệt. Từ thập niên 1940 Trung ương Đảng Cộng sản Việt Nam đã cho thành lập tiểu ban văn nghệ do Tố Hữu chủ tọa, thuộc Ban Tuyên huấn (1947), tức đặt việc sáng tác dưới sự chỉ đạo chính trị. Năm 1948 thì lập Hội Văn nghệ Việt Nam trong khi ở địa phương có chi hội văn nghệ để quản lý nhà văn. Quan điểm của người cộng sản như Trường Chinh trình bày năm 1948 trong Chủ nghĩa Mác và văn hóa Việt Nam là văn nghệ sĩ chỉ có một tư tưởng: tư tưởng Mác-Lê Nin; chỉ có một phương pháp sáng tác: hiện thực xã hội chủ nghĩa; và chỉ có một tự do: tự do chấp hành mệnh lệnh của Trung ương. Dưới áp lực chính trị có nhà văn như Nguyễn Tuân phải "từ" ba tác phẩm có tiếng là Vang bóng một thời (1940), Thiếu quê hương (1940) và Nguyễn (1945) vì nội dung có tính chất phong kiến và tiểu tư sản. Hằng năm đều có những đợt chỉnh huấn cho văn nghệ sĩ. Có những tác giả im tiếng hẳn, không bao giờ sáng tác nữa như Hồ Dzếnh, Nam Trân, Phạm Huy Thông, Thế Lữ, Trần Huyền Trân, Vũ Đình Liên.
Sang thập niên 1950 thì văn nghệ chuyển dần từ tranh đấu đòi độc lập sang đấu tranh giai cấp nhất là từ năm 1953 trở đi sau khi phát động chiến dịch Cải cách ruộng đất.
Trong vụ Nhân văn Giai phẩm năm 1956 thì các nhà văn tìm cách chống lại sự thống trị của chính quyền nên bị bắt bớ với tội danh "phá hoại mặt trận lý tưởng của Đảng." Bị cáo phải trải qua những đợt chỉnh huấn, tự kiểm điểm và cải tạo tư tưởng hoặc học tập lao động nếu không thú nhận tội vì không chịu sự chỉ huy của Đảng.
Năm 1961 Nguyễn Đình Thi cho ra mắt vở kịch Con nai đen nhưng chỉ diễn được ít hôm ở Hà Nội năm 1962 thì có lệnh phải ngừng vì bị cho là "phản động". Vở kịch cũng bị chỉ trích là lập trường nêu ra không rõ ràng. Vở Cơ sở trắng của Hoài Giao năm 1964 cũng bị cấm. Cùng thời gian này tiểu thuyết Vào đời của Hà Minh Tuân cũng bị cấm vì tư tưởng không vui, không tích cực. Năm 1970 tập thơ Cửa mở của Việt Phương in ra nhưng không bao lâu thì có lệnh thu hồi.
Không những kim văn bị ngăn cấm mà cả cận và cổ văn vì nội dung hoặc thân thế của tác giả cũng bị xóa bỏ, không được in lại hay giảng dạy như Trần Danh Án, Phạm Thái, Phạm Quý Thích, Bà Huyện Thanh Quan... đều bị coi là "bi quan, tiêu cực"; Dương Khuê, Chu Mạnh Trinh, Học Lạc... bị liệt là nhóm "thoát ly"; còn Tự Lực văn đoàn, Phạm Quỳnh, Nguyễn Văn Vĩnh... là "phản động". Những tên tuổi này hoàn toàn không được nhắc đến mặc dù đóng góp đáng kể trong nền văn học Việt Nam. Ngay cả Tản Đà, trong suốt thời gian 1954-1975 không có bài nào viết về ông hay trước tác gì in lại vì không hội đủ tiêu chuẩn con người cộng sản.
Khái Hưng thuộc nhóm Tự lực Văn đoàn bị sát hại năm 1947 và Nhượng Tống năm 1949.

## Cộng hòa Miền Nam Việt Nam và Cộng hòa xã hội chủ nghĩa Việt Nam

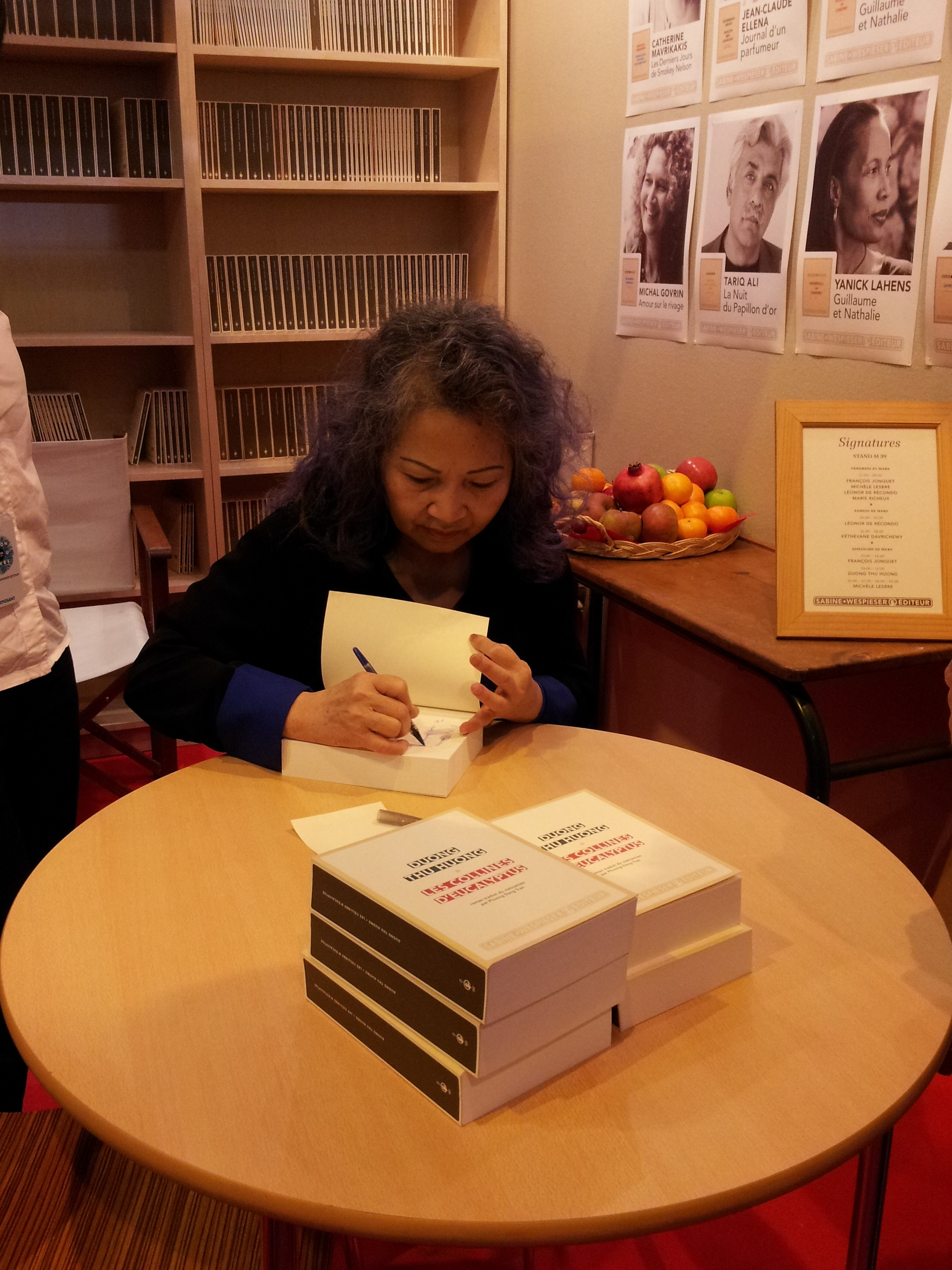
Dương Thu Hương, cựu đảng viên Đảng Cộng sản Việt Nam và tác giả một số tiểu thuyết có tiếng, bị buộc phải lưu vong năm 2006. Toàn bộ tác phẩm của bà bị cấm lưu hành ở Việt Nam.

Ngay sau khi Việt Nam Cộng hòa bị lật đổ thì chính quyền mới ra lệnh đình chỉ mọi hoạt động văn hóa. Rạp chiếu bóng, rạp hát, nhà xuất bản, nhà in, và báo chí phải ngừng lại đợi lệnh mới, cùng theo đó là danh sách 800 tác giả như Doãn Quốc Sỹ, Nguyễn Mạnh Côn và Vũ Khắc Khoan với tác phẩm cấm lưu hành. Các tác phẩm có nội dung chống cộng sản đều bị loại bỏ.
Theo quan điểm của chính quyền thì mọi phương tiện truyền thông ở Việt Nam đều có vai trò là tiếng nói của Đảng Cộng sản Việt Nam và nhân dân nên có nhiệm vụ chính là quảng bá đường lối và chính sách của Đảng; việc đưa tin là phụ. Các cơ quan truyền thông đúng ra giữ phần giáo dục và hướng dẫn công chúng trong khi gạn lọc tin tức.

### Báo chí
Trước thời kỳ Đổi mới thì trên toàn quốc báo Nhân Dân nắm địa vị là tờ báo lớn nhất và cũng là cơ quan ngôn luận của Đảng Cộng sản Việt Nam nên chỉ đưa tin nào phù hợp với đường lối của đảng. Tất cả các cơ quan chính phủ và tổ chức của Đảng đều phải chi mua một ấn bản của tờ báo này. Hai tờ báo Quân đội nhân dân và Hà Nội mới do nhà nước điều hành cũng theo quy chế bắt mua.
Về mặt tự kiểm duyệt thì ngoài phần nội dung chính trị, bài báo có thể bị loại vì suy diễn "xuyên tạc" như trường hợp năm 1974, Tạp chí Văn nghệ Quân đội phải bỏ truyện ngắn "Cây táo của ông Lành" vì cho là phạm thượng khi bí danh của Tố Hữu là Lành, khiến truyện có thể cho là châm biếm lãnh tụ.
Sau thời kỳ Đổi mới đối với những báo chí khác thì nhà nước không trực tiếp soạn bài nhưng các chủ nhiệm ban biên tập của khoảng 100 tờ báo trong nước phải trình diện mỗi tuần ở Bộ Thông tin và Truyền thông để nghe chỉ đạo. Ngoài ra Bộ Thông tin còn duyệt lại những tin nào đã phát rồi nhưng bị xét là "tiêu cực" nên cần báo chí phải ngưng đưa tin. Sự kiểm soát này áp dụng cho báo chí, vô tuyến truyền thanh, truyền hình và cả Internet. Buổi họp nêu rõ từng trang, từng dòng không hợp với quan điểm nhà nước và được coi như lời cảnh cáo. Báo chí nào bất tuân sẽ bị kỷ luật như trường hợp báo Thanh Niên và báo Tuổi Trẻ trong vụ PMU 18 hay báo Công luận trong vụ án Năm Cam.
Tương tự như vậy vào cuối năm 2012 trong bối cảnh tranh chấp các hải đảo giữa Việt Nam và Trung Quốc ngoài Biển Đông càng căng thẳng, Ban Tư tưởng - Văn hóa Trung ương Đảng Cộng sản Việt Nam đã ra thông cáo răn đe các nguồn thông tin trong nước như Đài Truyền hình Việt Nam cùng các báo như Thanh Niên, Lao động, Tiền Phong đã phát tin về vụ tàu Bình Minh bị tàu Trung Quốc cắt cáp. Những cơ quan thông tin này sẽ phải chịu kỷ luật vì "làm nóng vấn đề". Những đề tài liên quan đến cuộc chiến Việt Hoa năm 1979 cho đến năm 2019, tức 40 năm cuộc xung đột, báo mới bắt đầu nhắc tới.
Báo chí ngoại quốc như tờ Far Eastern Economic Review cũng bị kiểm duyệt, cấm lưu hành khi số báo 11 Tháng 7 và 8 Tháng 8 năm 2002 loan tin về tham nhũng tại Việt Nam và về đời tư của Hồ Chí Minh.
Theo Nguyễn Hưng Quốc thì cơ chế kiểm duyệt báo chí có ba bậc: ban biên tập, ban giám đốc, và ban tuyên huấn.
Trước năm 2006 thì chính ban Văn hóa - Tư tưởng Trung ương của Đảng Cộng sản giữ vai trò hoạch định cho báo chí đề tài nào cần triển khai, quảng bá, cấm kỵ hoặc dẹp bỏ nhưng sau đó Bộ Thông tin đảm nhiệm tuy rằng Ban Văn hóa vẫn có chân trong việc kiểm soát báo chí.
Ngoài cách kiểm soát trên, nhà nước Việt Nam còn ứng dụng cách kiểm duyệt qua cơ quan chủ quản như tạp chí Vietnam Golf do Ủy ban nhân dân Hà Nội phát hành thì Ủy ban nhân dân đó phải chịu trách nhiệm kỷ luật. Bằng những biện pháp trên nên tuy không có văn bản kiểm duyệt chính thức nhưng theo Phóng viên không biên giới thì Việt Nam là một trong 10 quốc gia có chỉ số thấp nhất trong số 170 nước về phương diện tự do báo chí.
Tổng cục An ninh thuộc Bộ Công an Việt Nam có Cục Báo chí A25 đặc trách theo dõi và kiểm soát báo chí.
Cũng vì thiếu không gian hoạt động tự do cho ngành báo chí, tháng 7 năm 2014 một số nhà văn và phóng viên đứng ra thành lập Hội Nhà báo Độc lập Việt Nam.

### Sách vở
Cũng như bên báo chí, kiểm duyệt sách tại Việt Nam cũng qua ba bậc: ban biên tập, hội đồng nghệ thuật của nhà xuất bản, và hội đồng xuất bản dưới sự chủ trì của ban tuyên huấn. Nhà xuất bản có thể loại bỏ những gì không muốn tùy theo chỉ đạo của ban tuyên giáo. Cho dù đã được phép in, sau phần kiểm duyệt tác phẩm còn phải qua giai đoạn tái kiểm duyệt nên có những vụ thu hồi không lưu hành.

#### Thời kỳ 1975-2000
Sau khi thống nhất, chính quyền Việt Nam từng có những đợt thanh lọc, tiêu hủy các sách báo có "văn hóa đồi trụy miền Nam". Ngày 20 Táng 8, 1975 Bộ Thông tin Văn hóa ra thông tri 218/CT.75 ra lệnh cấm lưu hành các loại "sách phản động". Đến Tháng Chín năm 1975, nhà chức trách đã ấn định danh mục sách bị cấm lưu hành. Có nơi sách báo xuất bản dưới chế độ cũ bị đem đốt ngoài đường. Ngày 8 tháng 3 năm 1976 lại có thông tri 15 nhắc lệnh ngăn cấm năm trước. Riêng ở Sài Gòn thông tri 1230/STTVH/XB vào tháng 5 năm 1977 đòi dân chúng phải tiêu hủy hoặc mang nộp toàn bộ các ấn phẩm văn hóa thời Việt Nam Cộng hòa. Nhà nước cũng mở chiến dịch càn quét truy lùng sách báo cũ, chặn bắt người mua bán. Công an cũng có lệnh vào nhà dân chúng lục lọi tịch thu.
Tháng Sáu năm 1981, trong cuộc càn quét khác, chính quyền tịch thu ba triệu ấn phẩm, trong đó có hơn 300.000 đầu sách và tạp chí. Riêng ở Sài Gòn bắt được 60 tấn sách vở các loại theo tường trình của Tạp chí Cộng sản. Tất cả có năm chiến dịch ở Miền Nam: cuối 1975, đầu 1976, giữa 1977, giữa 1981 và giữa 1985. Ai lưu trữ ấn phẩm thời Việt Nam Cộng hòa có thể bị truy tố dưới điều luật 82, trong đó ghi việc "làm ra, tàng trữ, lưu hành các tài liệu, văn hóa phẩm có nội dung chống chế chế độ xã hội chủ nghĩa" là "trọng tội" có thể bị tù từ 10 đến 20 năm.
Ngoài ra còn có những trường hợp tiêu hủy sách một cách vô cớ như vụ đốt sách ở Trung tâm Nghiên cứu Văn hóa Chăm ở Phan Rang năm 1978 do giám đốc thư viện tỉnh ra lệnh. Hàng trăm tấn sách biến thành đống tro; một số học giả cố vớt vát nhưng tỷ lệ rất thấp.
Các văn nghệ sĩ Miền Nam cũng bị bắt. Tính đến năm 1980 đã có gần 200 người từng sáng tác trước năm 1975 đã bị giam và đưa đi tù cải tạo.
Từ cuối thập niên 1980 sau cuộc "cởi trói" văn nghệ sĩ có nhiều tác phẩm được phép xuất bản nhưng sau lại bị thu hồi. Trước tiên là cuốn tiểu thuyết Ly thân của Trần Mạnh Hảo. Sách vừa in ra thì có lệnh cấm ngay. Tiếp theo là sách của Dương Thu Hương như Những thiên đương mù, Bên kia bờ ảo vọng và Tiểu thuyết vô đề. Bà lên tiếng trong Đại hội Nhà văn Việt Nam năm 1982 phản đối chính sách kiểm duyệt. Kết quả là Đảng Cộng sản Việt Nam ra lệnh cấm mọi tác phẩm của bà không được in hay phân bố ở trong nước. Năm 1989 bà bị đuổi khỏi đảng, bắt giam năm 1991, và sang lưu vong tại Pháp năm 2006.

#### 2000 đến nay
Những đề tài bị hạn chế trong ngành ấn loát tại Việt Nam gồm có một số lãnh vực:
1. Chính trị, dân chủ, đa nguyên
2. "Nói xấu" chế độ
3. "Nói xấu" lãnh tụ
4. Những bất cập trong xã hội
5. Nhận xét tích cực về đối phương
6. Thái độ thù nghịch với Trung Quốc

##### Chính trị, dân chủ, đa nguyên
Năm 2001 có lệnh tịch thu và tiêu hủy tác phẩm Chuyện kể năm 2000 của Bùi Ngọc Tuấn.
Năm 2002 Bộ Thông tin Văn hóa Việt Nam ra lệnh tịch thu và thiêu hủy những cuốn:
1. Suy tư và ước vọng của Nguyễn Thanh Giang
2. Đối thoại năm 2000 và Đối thoại năm 2001 của Trần Khuê và Nguyễn Thị Thanh Xuân
3. Gửi lại trước khi về cõi của Vũ Cao Quận
4. Nhật ký rồng rắn của Trần Độ

Năm 2006 cuốn Tranh luận để đồng thuận của nhà xuất bản Tri thức có in lại bài bình luận của Võ Văn Kiệt, Mai Chí Thọ, Nguyễn Đức Bình, nhưng vì có nội dung chỉ trích chính phủ nên có lệnh cấm phát hành.

##### "Nói xấu" lãnh tụ
Đối với cuốn tiểu sử Ho Chi Minh: a Life của William Duiker, chính quyền cũng đòi xóa bỏ những đoạn liên quan đến người vợ Tăng Tuyết Minh trong bản dịch ra tiếng Việt. Tác giả phản đối, không chấp nhận việc cắt xén khiến cuốn sách bị trở ngại không được lưu hành.
Năm 2014 cuốn Đèn cù của Trần Đĩnh, xuất bản ở nước ngoài và bán qua Amazon.com khi gửi qua bưu điện về nước thì bị giữ lại. Người mua phải viết giấy "từ chối nhận hàng vi phạm" vì không đúng với luật xuất bản 2012. Bưu cục còn ghi rõ sách bị cấm vì "có nội dung nói xấu chế độ, xúc phạm lãnh tụ Việt Nam, không được nhập khẩu".

##### Nhận xét tích cực về đối phương
Lệnh cấm có khi chỉ là chỉ thị truyền miệng mà không có văn bản như cuốn Petrus Ký – Nỗi oan thế kỷ của học giả Nguyễn Đình Đầu. Sách đã được Cục xuất bản cấp lưu chiểu nhưng đến hôm ra mắt sách đầu năm 2017 thì phải hủy và sách bị cấm.

##### Những bất cập trong xã hội
Năm 2017 cuốn Mối chúa của Tạ Duy Anh tuy đã in nhưng bị Bộ Thông tin và Truyền thông cấm phát hành, cho là văn phong tả thực của tác giả đã vẽ lên một xã hội quá "đen tối, u ám". Bộ Cục Xuất bản, In và Phát hành cho rằng "phần lớn các nhân vật đều thể hiện sự đen tối, vô vọng, đau đớn khi phản ánh những vấn đề nổi cộm trong xã hội hiện nay” vì sách nhắc đến những vụ cưỡng chế đất đai, ô nhiễm môi trường biển Miền Trung và các tập đoàn tham ô lũng đoạn.

##### "Nói xấu" chế độ
Cuốn The Spy Who Loved Us của Thomas Bass xuất bản năm 2009, viết về điệp viên Phạm Xuân Ẩn qua phiên bản tiếng Việt đã bị cắt xén sau 5 năm kiểm duyệt khiến tác giả phải than phiền. Những đoạn bị cắt bỏ là phần viết về cuộc Cải cách ruộng đất ở Miền Bắc vào thập niên 1950.
Cũng năm 2017 việc tái bản cuốn hồi ký Một cơn gió bụi của Trần Trọng Kim viết từ năm 1949 tuy được Nhà xuất bản Hội Nhà Văn và Phương Nam Books in lại nhưng rồi bị thu hồi. Nội dung có đoạn thuật lại cộng sản Việt Nam dùng bạo lực để uy hiếp cử tri trong đợt bầu cử cuối thập niên 1940. Nguyễn Đắc Xuân có lời bình: "Tôi quan niệm trong sử sách, những tài liệu trên 50 năm, thường thì người ta được công bố... Sau 50 không thuận lợi cho chính quyền thì anh chưa phổ biến, còn trên 50 năm rồi, không nên cấm. Cấm như vậy chứng tỏ mình cửa quyền..." Ông cho như vậy là thiếu công minh về sử học.
Cuốn hồi ký Cung đàn số phận của Lộc Vàng sau khi được Alpha Books và Hội Nhà Văn in ra đầu năm 2018 cũng bị Cục Xuất bản In và Phát hành ra công văn cấm phát hành. Cuốn sách kể lại cuộc đời của Lộc Vàng Nguyễn Văn Lộc vào thập niên 1960, 1970 thời Việt Nam Dân chủ Cộng hòa vì hát nhạc vàng nên bị tuyên án 10 năm tù và bốn năm tước quyền công dân.

##### Thái độ thù nghịch với Trung Quốc
Ngoài đề tài chính trị quốc nội hay bất công xã hội, việc phát hành sách trong nước cũng bị vướng về khía cạnh bang giao khúc mắc giữa Việt Nam và Cộng hòa Nhân dân Trung Hoa. Cuốn Gạc Ma vòng tròn bất tử ra mắt vào Tháng Bảy 2018 nhưng sau có lệnh phải thu hồi. Sách này ghi lại nhiều đoạn hồi ức của các cựu chiến binh trở về từ trận Gạc Ma năm 1988. Theo nhận xét của thông tấn xã ngoại quốc thì "truyền thông chính thức của Việt Nam hầu như không nhắc đến các xung đột quân sự giữa hai nước trong 3 thập niên cuối thế kỷ XX ở biên giới và trên Biển Đông."
Việc tránh né này thể hiện ngay cả với Bộ Văn kiện đảng toàn tập và cả tác phẩm Thư vào Nam của Lê Duẩn, những đoạn nào có lời lẽ nặng nề với Bắc Kinh đều bị xóa trong đợt phát hành 2015.

#### Sách ngoại ngữ
Ngoài sách viết bằng tiếng Việt, những sách ngoại ngữ cũng bị hạn chế nếu viết về những vấn đề "nhạy cảm" như đối lập chính trị, tự do tôn giáo, tham nhũng. Năm 2012 cuốn Vietnam, Rising Dragon của Bill Hayton cũng bị cấm. Tác giả từng là phóng viên của BBC nhưng sau khi ra cuốn sách này thì không được phép nhập cảnh Việt Nam nữa.
Ngoài sách vở có tính cách thời sự, sách truyện hư cấu như cuốn The Trader of Saigon (2013) của Lucy Cruickshanks không được phát hành.
Ngay những sách có tính cách cơ bản trong văn học Anh văn như cuốn Animal Farm của văn hào Anh George Orwell, nguyên thủy in ở Anh năm 1945 và dịch ra tiếng Việt dưới tựa là Trại súc vật cũng bị cấm vì mô tả một xã hội đầy áp bức sau khi Đảng Bolshevik lên cướp chính quyền ở Nga. Năm 2013 sách lại ra mắt dưới tên Chuyện nông trại tại Việt Nam nhưng khi phát hiện được nội dung thì sách bị thu hồi.

#### Sách giáo khoa
Một khía cạnh khác là sách giáo khoa và giáo trình giảng dạy ở trường. Cuộc chiến tranh bảo vệ biên giới phía Bắc năm 1979 và cuộc phản kích chống quân xâm lược Khmer Đỏ chỉ được nhắc đến sơ lược trong lịch sử Việt Nam. Theo Giáo sư Vũ Dương Ninh, người soạn sách sử lớp 12 thì chiến tranh với Trung Quốc năm 1979 trong sách giáo khoa môn sử bị cắt giảm từ bốn trang xuống còn 11 dòng. Những tranh chấp ở Hoàng Sa và việc Trung Quốc tiến chiếm năm 1974 tới nay (2016) vẫn không có mặt trong chương trình giáo khoa. Giáo sư Đỗ Thái Bình cho biết, trong những lần cải cách sau, những cuộc chiến tranh "bảo vệ tổ quốc" (tức Việt Nam) như chiến tranh bảo vệ biên giới phía Bắc năm 1979, cuộc phản kích chống quân xâm lược Khmer Đỏ, các trận chiến bảo vệ hải đảo sẽ được cung cấp chi tiết hơn. Tuy nhiên cho đến năm 2019 vẫn không được đề cập.
Việc một số loại sách dành cho học sinh cung cấp những thông tin không phù hợp với lứa tuổi, khiến phát triển lệch lạc cũng đòi hỏi các nhà chức trách Việt Nam phải kiểm duyệt sách dành cho học sinh kỹ lưỡng hơn.

### Sân khấu - Điện ảnh
Kịch nghệ nói chung kể cả hài hước đều phải qua kiểm duyệt mới được diễn.
Đối với phim truyện điện ảnh lệ kiểm duyệt cũng được áp dụng. Bụi đời Chợ Lớn của đạo diễn Charlie Nguyễn quay tại Việt Nam bị cấm trình chiếu vì nhà chức trách cho là tuyên truyền, kích động bạo lực. Ngay cuốn phim Bi, đừng sợ! của Phan Đăng Di, được ra mắt ở Liên hoan phim Cannes với nhiều khen ngợi nhưng khi trình chiếu trong nước bị kiểm duyệt và cắt xén những cảnh liên quan đến sex, nhục dục. Đối với người làm phim thì đạo diễn Phan Đăng Di phải "đau lòng" vì kiểm duyệt. Việc cắt xén những cảnh quay bạo lực, nhục dục cũng đã khiến cho Việt Nam ban hành hệ thống gắn mác độ tuổi để "quản lý phim ảnh tốt hơn".

### Âm nhạc

#### Cổ nhạc
Chính sách kiểm duyệt mọi ngành truyền thông đã có từ năm 1954 căn cứ theo góc độ chính trị. Ngay những môn ca nhạc cổ truyền như ca trù và hát chầu văn cũng bị cấm vì ở VNDCCH cho là không thích hợp với đời sống xã hội chủ nghĩa. Ca trù thì bị liệt là "phong kiến, trưởng giả". Chầu văn thì có âm hưởng tôn giáo tâm linh nên bị cấm vì cho là mê tín dị đoan và "lạc hậu". Một số điệu hát văn được các đoàn chèo cải biến đổi lời như "Vầng trăng nhớ Bác" thì được trình diễn trên "sân khấu cách mạng" để cổ động quần chúng, nhưng những buổi lên đồng hát văn chính thống thì chỉ thực hiện lén lút mà thôi.
Mãi đến thập niên 1980 môn ca trù mới được cho phép trình diễn cho công chúng nhưng trong khuôn khổ đề tài chính trị chứ không giữ được thể văn truyền thống. Ca sĩ Quách Thị Hồ hát bài "Những mùa xuân" trên đài phát thanh. Điệu nhạc thì cổ nhưng lời ca mang nội dung ca tụng đảng Cộng sản Việt Nam. Dù đó là đề tài chỉ đạo, đó là lần đầu sau 30 năm bặt tiếng khán thính giả miền Bắc Việt Nam mới nghe được làn điệu ca trù. Đến cuối thập niên 1990 trước cao trào văn nghệ Tây phương nhập vào Việt Nam, chính quyền mới chuyển hướng đề cao ca trù và hát chầu văn, cho đó là di sản văn hóa dân tộc và cho phép tự do trình diễn. Năm 2009 thì chính phủ đề cử ca trù là bộ môn Di sản thế giới UNESCO.

#### Tân nhạc
Đối với tân nhạc hiện đại VNDCCH chủ trương kiểm soát toàn bộ. Ngay những nhạc sĩ ở Miền Bắc như Văn Cao chỉ có duy nhất một bản "Tiến quân ca" được cấp giấy phép. Những bài khác có chút gì cảm xúc riêng tư thời Tiền chiến của Đoàn Chuẩn - Từ Linh, Nguyễn Văn Tý đều bị cấm dù không có văn bản. Người sáng tác không có môi trường đã đành mà cả người nghe cũng bị cấm. Vụ án năm 1971 ở Hà Nội là một sự kiện rõ ràng khi chính quyền bắt giam một nhóm thanh niên vì tội nghe nhạc Vàng. Trong vụ đó Phan Thắng Toán lãnh án 15 năm tù giam và năm năm bị tước quyền công dân; Nguyễn Văn Lộc lãnh 10 năm tù giam và bốn năm mất quyền công dân. Nhạc của Văn Cao thì đến năm 1995 lúc ông mất rồi mới được phép trình diễn. Cho tới năm 2000, những hàng quán có trình diễn âm nhạc phải nộp cho công an phường biết trước bài bản nào sẽ hát đêm đó để có biện pháp ngăn cấm.
Có những nhạc phẩm như "Hướng về Hà Nội" của Hoàng Dương thì bị liệt vào loại "tiểu tư sản" nên bị VNDCCH và CHXHCNVN cấm trong vòng 50 năm. Những nhạc phẩm mới nếu có ý chỉ trích đương lối của đảng Cộng sản Việt Nam cũng bị liệt vào hàng phạm pháp. Năm 2011 có hai bài hát bị chính quyền Việt Nam ra lệnh cấm. Đó là hai bản nhạc "Anh là ai?" và "Việt Nam tôi đâu?" do Việt Khang sáng tác. Anh trình bày hai ca khúc này rồi tải lên YouTube sau cuộc biến động dân chúng xuống đường biểu tình chống đối hành động xâm phạm lãnh hải của Cộng hòa Nhân dân Trung Hoa ở Biển Đông vào Tháng Năm 2011. Đến Tháng Chín thì tác giả bị bắt giữ và tống giam. Vụ án diễn ra vào Tháng 10, 2012; Việt Khang bị kết tội tuyên truyền chống phá nhà nước, dựa theo điều 88 bộ hình luật và lãnh án bốn năm tù giam và hai năm quản thúc.
Đối với nhiều nhạc phẩm thời Việt Nam Cộng hòa tức dòng nhạc Vàng cho đến cuối năm 2018 tức hơn 43 năm sau khi chính thể miền Nam không còn nữa nhà nước vẫn không chấp nhận việc trình bày những nhạc phẩm này trong nước dù nội dung chỉ nói đến chiến cuộc mà không có gì lên án chủ nghĩa cộng sản cả như mấy bản "Cánh thiệp đầu xuân", "Rừng xưa", "Chuyện buồn ngày xuân", "Con đường xưa em đi" và "Đừng gọi anh bằng chú". Cục Nghệ thuật Biểu diễn vẫn ra lệnh cấm lưu hành. Bản "Xuân này con không về" (Trịnh Lâm Ngân) cùng tên tuổi của nhiều nhạc sĩ tân nhạc kỳ cựu như Ngô Thụy Miên, Lê Thương đều liệt vào những dòng nhạc "cấm" ở Việt Nam.
Tháng Hai, 2019 Bộ trưởng Bộ Văn hoá, Thể thao và Du lịch Nguyễn Ngọc Thiện ra thông báo cho biết chính quyền sẽ sửa đổi hai nghị định 79 và 15 về nghệ thuật biểu diễn, tức bỏ việc cấp giấy phép cho những ca khúc thời Việt Nam Cộng hòa. Theo nhận xét của một số nhạc sĩ thì quyết định này coi như chính quyền chấp nhận sự thất bại của chủ trương kiểm duyệt âm nhạc tại Việt Nam.

### Internet
Đối với Internet chính phủ Việt Nam cũng có biện pháp kiểm soát nội dung những trang web và blog trong cũng như ngoài nước. Ngày 5 tháng 5 năm 2010 Vũ Hải Triều, thứ trưởng Bộ Công an Việt Nam xác nhận hơn 300 trang web và blog "không phù hợp" đã bị đánh sập. Đề tài bị ngăn cấm vì cho là "nhạy cảm" như vụ nông dân khiếu kiện vì truất hữu đất, vụ Tập đoàn Công nghiệp Than - Khoáng sản Việt Nam khai thác bô xít ở Tây Nguyên, vấn đề tranh chấp biên giới với Trung Quốc. Số người bị bắt tù vì phát biểu trên internet tính vào đầu năm 2011 là 17 người, đông thứ nhì trên thế giới.
Đối với một số cơ quan truyền thông ngoại quốc như BBC, Đài Á Châu Tự do, chính quyền cũng có lúc dùng biện pháp ngăn cấm, không cho người Việt Nam tiếp cận.

### YouTube
Kể từ năm 2016, Việt Nam xuất hiện nhiều kênh YouTube có nội dung không có thuần phong mỹ tục nhưng thường được lên top thịnh hành (hay còn gọi là top trend) và kiếm được nhiều tiền. Tháng 3 năm 2017, sau khi nhận thấy nhiều quảng cáo của mình xuất hiện trên nhiều video độc hại, Vinamilk, Vietnam Airlines và nhiều doanh nghiệp khác đã quyết định dừng quảng cáo trên YouTube. Tháng 7 năm 2018, YouTube thông báo đã gỡ bỏ 6.700 video clip được Việt Nam tuyên bố là "phản động" và chặn hoàn toàn 6 kênh theo yêu cầu của Bộ Thông tin và Truyền thông..

## Phát triển

### 2015
Tổ chức Ủy ban Bảo vệ Nhà báo (CPJ) xếp Việt Nam hạng thứ sáu trong danh sách 10 quốc gia kiểm duyệt khắt khe nhất thế giới, bản báo cáo cụ thể đầy đủ sẽ được công bố vào ngày 27.4.2015. Theo phân tích của tổ chức này toàn bộ truyền thông ở Việt Nam, theo luật, đều phải là “tiếng nói của các tổ chức Đảng”. Những blogger độc lập “đối diện trừng phạt qua các vụ tấn công đường phố, bắt bớ, theo dõi, án tù nặng”. Hiện có ít nhất 16 phóng viên đang ngồi tù tại Việt Nam, theo CPJ.,
Để phản bác lại CPJ, ngày 14 tháng 5, Hội Nhà báo Việt Nam đã tổ chức Hội nghị Ban Chấp hành Hội Nhà báo Việt Nam (mở rộng) ra tuyên bố cực lực phản đối và bác bỏ luận điệu xuyên tạc, vu cáo Việt Nam của “Ủy ban Bảo vệ các nhà báo” (CPJ). Trong đó nêu rõ:
"Việc làm sai trái với giọng điệu phê phán “Việt Nam không có tự do báo chí”, “Nhà nước Việt Nam ngăn cản, cấm đoán người dân sử dụng Internet”, “Chính phủ Việt Nam mở chiến dịch đàn áp tự do ngôn luận” của CPJ chỉ là những lời lẽ dối trá, bóp méo, xuyên tạc sự thật, phụ họa theo những tiếng nói lạc lõng của các thế lực thù địch chống Việt Nam, đi ngược lại mối quan hệ hữu nghị, hợp tác và hiểu biết lẫn nhau đang được cải thiện giữa Việt Nam và Hoa Kỳ”. Hệ thống báo chí Việt Nam từ Trung ương đến địa phương phục vụ cho mọi tầng lớp, mọi lứa tuổi của toàn xã hội. Đó là một lực lượng hùng hậu, một nhân tố quan trọng góp phần thúc đẩy sự phát triển kinh tế- xã hội của đất nước và tiến trình dân chủ hóa xã hội, đáp ứng ngày càng tốt hơn quyền tự do báo chí, tự do ngôn luận và nhu cầu hưởng thụ thông tin của các tầng lớp nhân dân"